# Wilhelm von Saillon
Wilhelm von Saillon († 3. Juli 1205) war von 1203 bis 1205 Bischof von Sitten.

## Leben
Wilhelm entstammte einer nach Saillon benannten Adelsfamilie, Vasallen der Grafen von Savoyen. Er wurde erstmals 1198 erwähnt und nach dem 12. Mai 1203 Bischof von Sitten. Wilhelm hinterliess der Kathedrale von Sitten eine Hälfte des Zehnten von Riddes.